# Frankenmarkt
Frankenmarkt là một đô thị thuộc huyện Vöcklabruck thuộc bang Oberösterreich, Áo. Đô thị Frankenmarkt có diện tích 18 km², dân số thời điểm năm 2006 là 3581 người.